# Бирни, Дэвид
Дэвид Белл Бирни (англ. David Bell Birney; 29 мая 1825, Хантсвилл, Алабама — 18 октября 1864, Филадельфия, Пенсильвания) — американский бизнесмен, юрист и генерал армии Союза в годы гражданской войны. Умер от малярии во время осады Питерсберга.

## Ранние годы
Дэвид Бирни родился в Хантсвилле, в Алабаме, в семье кентуккийца-аболициониста Джеймса Бирни. В 1833 году семье вернулась в Кентукки и Джеймс освободил своих рабов. В 1835 году семья переселилась в Цинциннати, где Джеймс выпускал антирабовладельческую газету. После нескольких конфликтов со сторонниками рабства семья была вынуждена переехать в Мичиган, а затем в Филадельфию.
31 октября 1850 года Бирни вступил в масонскую ложу «Франклин» № 134 в Филадельфии.
Дэвид Бирни окончил академию в Массачусетсе, занимался торговлей, изучал право и был допущен к юридической практике. В 1856 году он вернулся в Филадельфию и был юристом до начала войны.

## Гражданская война
После сражения за форт Самтер Бирни вступил в федеральную армию в качестве подполковника 23-го Пенсильванского пехотного полка. Ещё до войны, предполагая такой оборот событий, он потратил некоторое время на изучение литературы по военному делу. 31 августа 1861 года он стал полковником, а в начале сентября его полк был включён в отдельную бригаду Лоуренса Грэма. После формирования дивизий бригада Грэма вошла в состав дивизии Дона Карлоса Бьюэлла.
17 февраля 1862 года Бирни стал бригадным генералом (передав полк Томасу Нейлу). Он стал командовать бригадой в дивизии Филипа Керни в III корпусе Потомакской армии, с которой прошел кампанию на полуострове. Бригада состояла из четырёх полков:
- 3-й Мэнский пехотный полк: полковник Генри Степлс
- 4-й Мэнский пехотный полк: полковник Элия Уокер
- 38-й Нью-Йоркский пехотный полк: полковник Джон Уорд
- 40-й Нью-Йоркский пехотный полк: полковник Эдвард Райли

В июне в его бригаду перевели из укреплений Вашингтона 101-й Нью-Йоркский пехотный полк.
После сражения при Севен-Пайнс он был обвинен в невыполнении приказов корпусного командира, Хейнцельмана, и отдан под трибунал, однако был оправдан при помощи генерала Керни и восстановлен в своей должности.
Бирни участвовал во втором сражении при Булл-Ран и принял командование дивизией после гибели генерала Керни. Пострадавший в боях корпус до зимы простоял в Вашингтоне и был снова введён в бой в сражении при Фредериксберге. Здесь у Бирни снова возникли проблемы: по неизвестной причине он не поддержал атаку Мида на правый фланг армии Конфедерации. Однако и на этот раз Бирни не понёс наказания. Весной 1863 года Бирни участвовал в сражении при Чанселорсвилле, где его дивизия потеряла 1607 человек — это были рекордные дивизионные потери того сражения. 20 мая он получил генерал-майора за отличие в этом сражении.
Во время Геттисбергской кампании дивизия Бирни состояла из трех бригад:
- Бригада Чарльза Грехама (6 пенсильванских полков)
- Бригада Хобарта Уорда (8 полков)
- Бригада Режи де Тробрианда (5 полков)

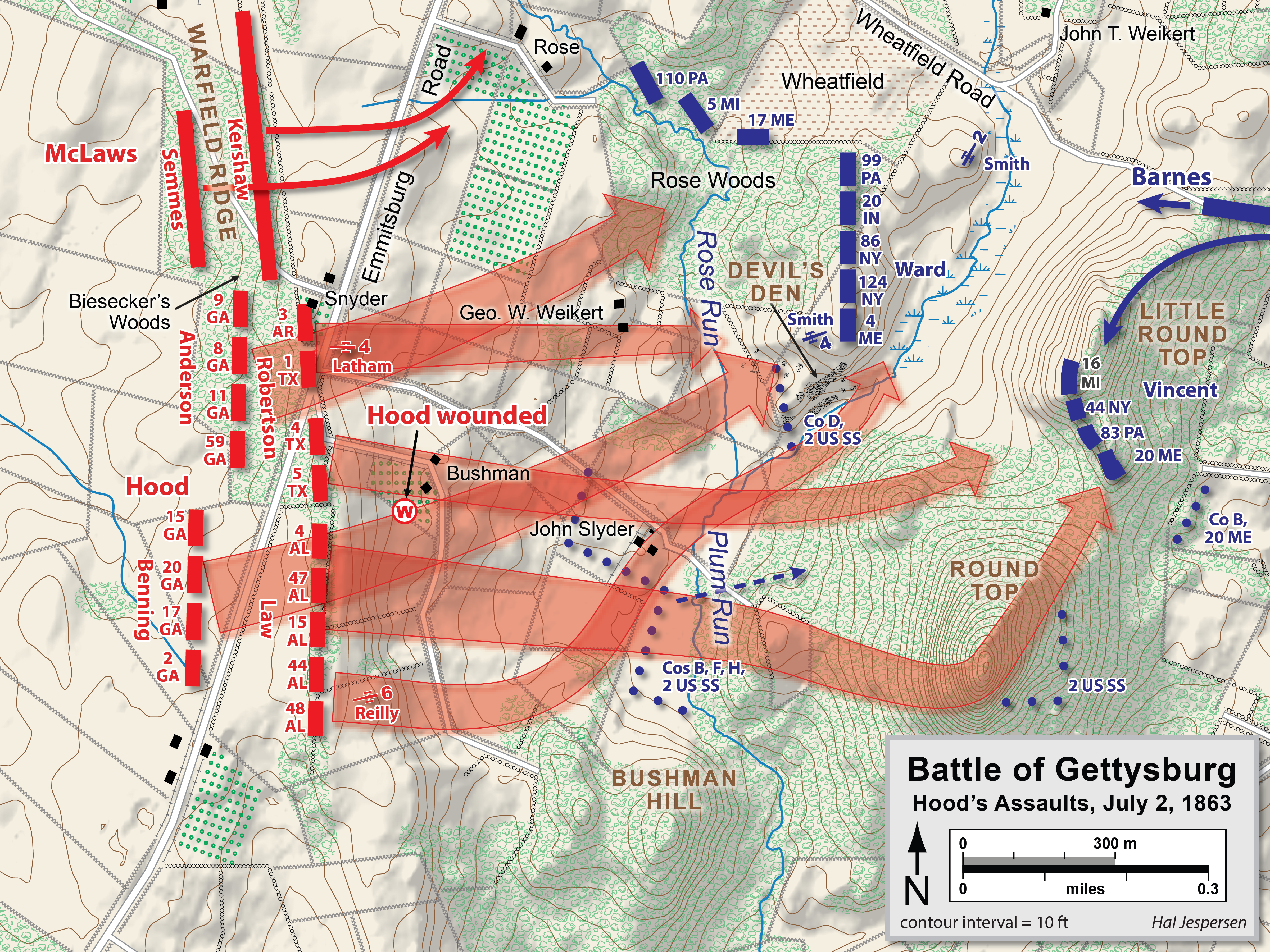
Дивизия Бирни под Гетисбергом

По ходу кампании Бирни временно командовал III корпусом. 28 июня он привел корпус во Фредерик, где командование принял Дэниель Сиклс. 30 июня Сиклс приказал Бирни встать у Эммитсберга и прикрывать геттисбергской направление. Дивизия Бирни выполнила приказ к утру 1 июля. В 14:00 Бирни получил приказ оставить бригаду Тробрианда в Эммитсберге для охраны коммуникаций, а две другие бригады направить к Геттисбергу на помощь Ховарду. Бирни прибыл в Геттисберг в 17:30.
2 июля именно разведка Бирни обнаружила обходной манёвр Лонгстрита, донесла об этом Сиклсу и получила разрешение выдвинуться вперед, чтобы занять господствующие высоты. При этом Бирни не оставил никаких частей для обороны высоты Литтл-Раунд-Топ. Левый фланг дивизии оказался открыт и лишь в последний момент его успел прикрыть V корпус Сайкса. Бригада Уорда была атакована конфедератами Худа и выбита из Берлоги Дьявола, бригада Грехама попала под удар двух бригад противника и была почти уничтожена, а бригада Тробрианда (занимавшая позицию у холма Стоуни-Хилл) ввязалась в жестокий бой на Пшеничном Поле.
В 18:00 был ранен Сиклс, и Бирни принял командование корпусом, передав дивизию Уорду. В 19:30 прибыл Хэнкок, принял командование корпусом и вывел дивизию Бирни с передовой позиции. Дивизия сильно пострадала в этом бою, многие полки потеряли половину своего состава. Считается, что Бирни, наблюдая отступление своей разбитой дивизии, сказал: «Лучше бы я уже был мёртв». Вечером того дня на военном совете Бирни сказал, что с III-м корпусом покончено (used up) и что армия не сможет продолжать сражение. Историк Ларри Тагг по этому поводу сказал, что Бирни был морально разбит (He was a defeated man).

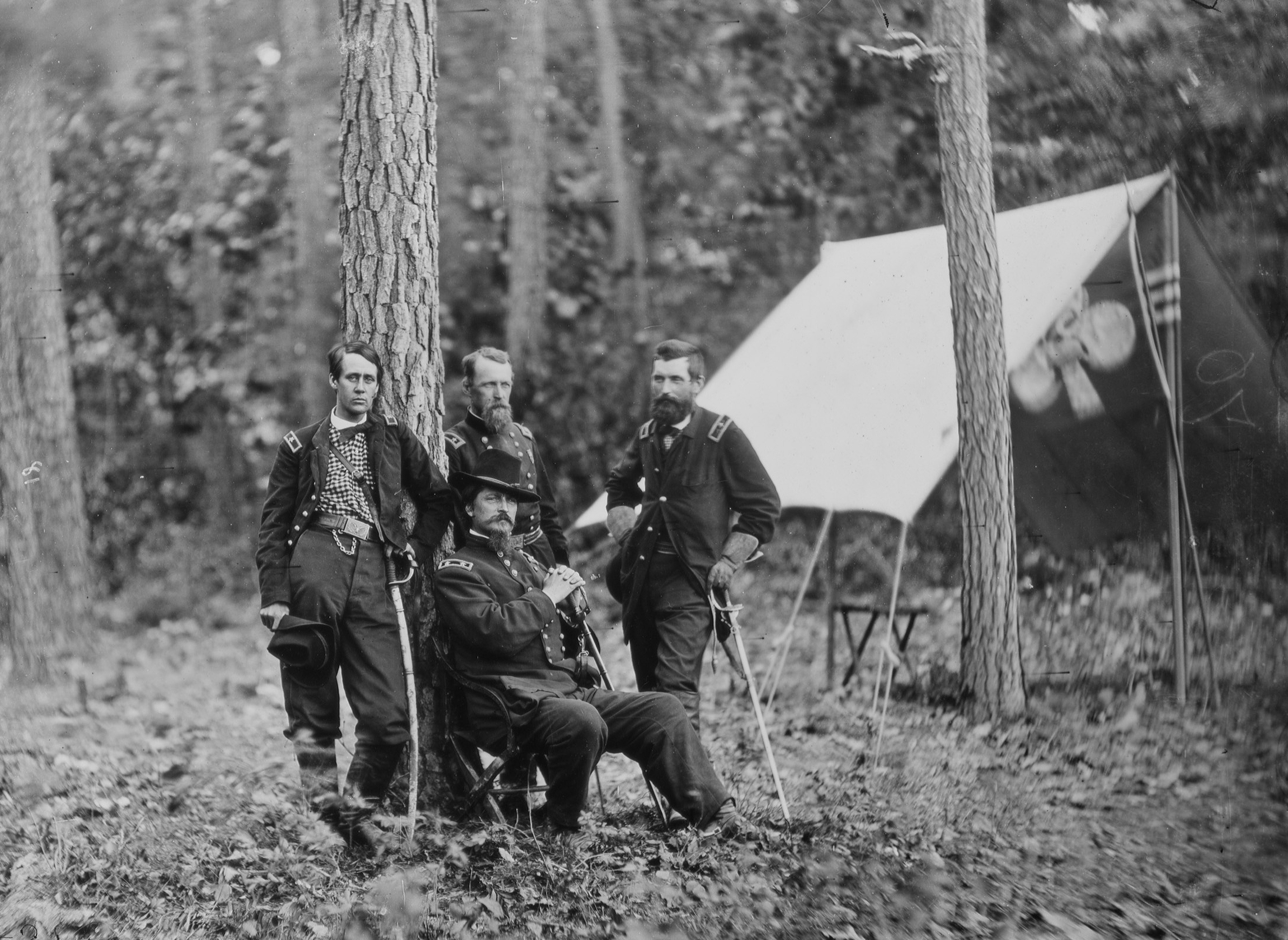
Хэнкок и его дивизионные генералы: Бэрлоу, Бирни и Гиббон

После Гетисберга Бирни остался командиром III корпуса. В феврале 1864 года его понизили в должности, сделав командиром дивизии II корпуса, а затем и сам III корпус был расформирован. Бирни принял участие в Оверлендской кампании, хорошо сражался в сражении в Глуши, при Спотсильвейни (где был ранен) и при Колд-Харборе. В июне 1864 временно командовал II корпусом во время болезни Хэнкока (в частности, во время Второго сражения при Петерсберге). 23 июля 1864 года Грант сделал его командиром X корпуса Джеймсской армии. Во время осады Петерсберга он заболел малярией и был отправлен в Филадельфию, где и умер через три месяца. Его похоронили на кладбище Вудландс Семетери.